# 黔鼠刺
黔鼠刺（学名：Itea quizhouensis）为虎耳草科鼠刺属下的一个种。

## 扩展阅读
- 維基物種上的相關：黔鼠刺